# 白鹅乡
白鹅乡，是中华人民共和国江西省赣州市会昌县下辖的一个乡镇级行政单位。

## 行政区划
白鹅乡下辖以下地区：
白鹅社区、九岭村、良屋村、下安村、洋口村、水东村、梓坑村、中心村、狮子村、河迳村、丹坑村、白鹅村、角屋村和罗屋村。